# Jean-Claude Romand
Jean-Claude Romand (Lons-li-Saunier, Jura, 11 de febrer de 1954) és un criminal francès conegut per haver assassinat l'any 1993 la seva dona, els seus dos fills i als seus pares; i per haver ocultat durant divuit anys la seva veritable vida als seus cercles pròxims, fent-se passar per alt funcionari de l'Organització Mundial de la Salut (OMS). Va ser condemnat al 1996 a cadena perpètua, amb un compliment de condemna mínim de 22 anys. Va complir condemna a la presó de Châteauroux (Indre).
Va ser posat en llibertat el 28 de juny de 2019, i es va dirigir a l'Abadia de Fontgombault, on té previst viure durant dos anys.

## El crim
El 9 de gener de 1993 va assassinar la seva dona amb un corró de pastar, i més tard a la seva filla Caroline, de 7 anys, i al seu fill Antoine, de 5, emprant un rifle del calibre 22. Després d'aquests crims, va netejar la casa, va sortir a passejar, i hores més tard es va dirigir a la casa dels seus pares, a Clairvaux-les-Lacs (Jura), on, després de dinar, els va assassinar de la mateixa manera. Després de passar la nit amb l'amant, a París, va tornar al seu domicili i va calar foc a casa seva amb ell a dins, no sense abans haver pres una bona dosi de barbitúrics. No obstant això, va ser rescatat pels bombers i després de gairebé una setmana en coma, va aconseguir salvar la vida.

## Biografia
La investigació aviat va revelar que Jean-Claude Romand no era la persona que creien els seus veïns i coneguts. No tenia feina, i havia estat enganyant a tota la seva família i amics durant gairebé dues dècades, afirmant ser metge i investigador a la OMS, quan en realitat no havia superat el segon curs de Medicina, i vivia dels diners que havia aconseguit estafar el llarg dels anys al seu cercle d'afins, arribant a vendre a preu d'or medicaments falsos contra el càncer i inversions a Suïssa. Segons sembla, en l'època en què va cometre els crims, la seva família estava a punt de descobrir la veritat sobre ell, i a més havia esgotat tots els seus recursos econòmics. Acorralat, atrapat en la seva pròpia trampa, no va trobar una altra solució que l'assassinat ja que, segons les seves pròpies paraules, "la seva família no acceptaria la veritat". L'impostor va ser condemnat a presó perpètua el 1996, amb un període de seguretat de 22 anys. Durant la seva condemna el convicte s'hauria convertit al misticisme i el 25 d'abril de 2019, després de 26 anys de detenció, se li va concedir la llibertat condicional amb l'obligació de portar un grillet electrònic durant dos anys. Fou acollit pels monjos  de l'abadia benedictina de Notre-Dame de Fontgombault, que segueix la litúrgia prèvia al Concili Vaticà II, al departament de l'Indre fins al juny de 2021, data de finalització del seu període de prova.
Des de l'any 2022 és totalment lliure, i va abandonar l'abadia per anar a viure a un poble de la mateixa regió. Des d'aleshores viu discretament amb l'obligació de comunicar a un jutge qualsevol canvi de residència o viatge de més de quinze dies. També té la prohibició de parlar dels seus crims, prohibició d'entrar en contacte amb víctimes i prohibició de viatjar a les regions d'Illa de França, Borgonya-Franc Comtat i Alvèrnia-Roine-Alps.

## Llibre
Aquest estrany succés va inspirar la novel·la L'Adversari de l'autor francès Emmanuel Carrère. Gràcies a una investigació rigorosa, l'autor, que va establir relació per correspondència amb Jean-Claude Romand, i va assistir al seu judici, va tractar de desentranyar el misteri d'aquest home, donant algunes pistes d'explicació per a les seves descomunals mentides, però deixant oberts la major part dels interrogants que va suscitar aquest cas, únic en els anals judicials.

## Pel·lícules
La història de Jean-Claude Romand ha estat objecte de diverses adaptacions cinematogràfiques:
- L'Adversaire, basada en la novel·la de Carrère.
- L'emploi du temps
- La vida de ningú, film espanyol dirigit per Eduard Cortés